# Deathline
Pour plus de détails, voir Fiche technique et Distribution.
Deathline (Redline) est un film de science-fiction canado-néerlandais réalisé par Tibor Takács en 1997 

## Synopsis
L'action se passe en Russie dans un futur proche. Wade, Marina et Merrick acheminent en contrebande par avion des éléments bio-informatiques high-tech en provenance des Etats-Unis. A atterrissage ils sont repérés par un drone, ils s'en sortent mais après avoir chargé le camion, Wade et sa petite amie sont assassinés par Merrick.
Réalisant qu'il pourrait avoir une valeur, le corps de Wade est ramené à la vie par une organisation militaire russe secrète, la "troïka". Il s’échappe plus tard de l'hôpital où il est enfermé, puis, aidé par Katya, une mystérieuse jeune fille qui lui fait penser à Marina, il se met en quête de rechercher Merrick.
Cependant, Merrick a utilisé l'argent du produit de la contrebande pour s'infiltrer dans la troïka. Il s'avère également que Merrick n'est qu'un pion dans un enjeu plus important avec un groupe qui envisage de prendre le pouvoir en Russie.

## Fiche technique
- Titre original : Deathline
- Titres alternatifs : Redline, Armageddon
- Réalisateur : Tibor Takács
- Producteur : Brian Irving
- Scénaristes : Tibor Takács, Brian Irving
- Musique : Guy Zerafa
- Photographie : Zoltán David
- Date de sortie : 22 décembre 1997  Russie
- Métrage : 92 minutes
- Pays :  Canada,  Pays-Bas
- Langue : Anglais
- Genre : Science-fiction

## Distribution
- Rutger Hauer : John Anderson Wade
- Mark Dacascos : Merrick
- Yvonne Sciò : Marina K / Katya
- Patrick Dreikauss : Mishka
- Randall William Cook le procureur spécial Vanya
- Michael Mehlman : Serge
- Ildiko Szucs : Antonia
- Istvan Kanizsai le procureur adjoint
- John Thompson : Udo
- Gabor Peter Vincze : lieutenant Lo
- Scott Athea : Brat
- Atilla Apra : Yamoto
- Jak Osmond : un assassin
- Roger La Page : un mendiant
- Agnes Banfalvi la présidente de la fédération de Russie
- Gabor Nagy : un pope